# Can You Hear What I'm Saying
Can You Hear What I'm Saying è una canzone della rock band Toto, secondo, ed ultimo singolo estratto (uno dei singoli inediti) dal greatest hits Past to Present 1977-1990.

## Informazioni
La canzone fu scritta da David Paich, Mike Porcaro e Jean-Michel Byron, ebbe un buon successo commerciale, infatti come singolo si posizionò al trentaduesimo posto nell'ARIA Charts. La canzone risente delle influenze portate da Byron, per cui influenze sulle tipiche canzoni africane, nonostante tutto, però, la canzone possiede un assolo di chitarra, eseguito da Steve Lukather, che riporta alla scia Hard rock, in questo periodo tralasciata. Questo è anche l'ultimo singolo cantato da Byron, che infatti dopo il Planet Earth Tour verrà licenziato perché non ritenuto adatto ai Toto.

## Videoclip
Il video mostra la band mentre si esibisce in uno spazio chiuso, con un'atmosfera simile a quella del Carnevale di Rio, (basti infatti guardare il video per accorgersi che David Paich porta uno dei cappelli molto grandi spesso esibiti al carnevale di Rio).

## Tracce
1. Can You Hear What I'm Saying
2. I'll Be Over You

## Formazione
- Jean-Michel Byron - voce principale
- Steve Lukather - chitarra elettrica e voce secondaria
- David Paich - tastiere e voce secondaria
- Steve Porcaro - tastiere (non compare nel videoclip)
- Mike Porcaro - basso elettrico
- Jeff Porcaro - percussioni